# Open Source Initiative
Open Source Initiative – amerykańska organizacja pożytku publicznego, założona w lutym 1998 roku przez Erica Raymonda oraz Bruce'a Perensa w celu promocji Otwartego Oprogramowania.

## Historia
W 1997 roku, Eric Raymond przedstawił swoją rewolucyjną pracę na temat tworzenia oprogramowania, The Cathedral and the Bazaar, w której przedstawił techniczne korzyści metody używanej do pisania jądra Linuksa.
Na początku 1998 roku Netscape Communications Corporation współpracująca z Raymondem opublikowała kod źródłowy swojego sztandarowego produktu, przeglądarki Netscape Communicator, jako wolne oprogramowanie ze względu na spadek zysków i konkurencję ze strony firmy Microsoft w postaci przeglądarki Internet Explorer.
Grupa osób zainteresowana wolnym oprogramowaniem i systemem GNU/Linux postanowiła wprowadzić nowy termin marketingowy na wolne oprogramowanie, dążąc do przedstawienia go jako model przyjazny firmom i mniej zaangażowany ideologicznie w procesie konkurencji z oprogramowaniem własnościowym. Doprowadziło to do utworzenia terminu Open Source oraz do rozłamu z Richardem Stallmanem i jego Free Software Foundation.

## Sukcesy
- Termin Open Source często pojawiał się w prasie w latach 1998–2000, chociaż często był mylnie interpretowany.
- Wiele przedsiębiorstw pozytywnie zareagowało na alternatywny system operacyjny.
- Open Source Initiative zdołało opublikować szereg wewnętrznych dokumentów Microsoftu, Halloween documents, z których wynikało, że Microsoft jest przeciwnikiem GNU/Linuksa i gdzie sugerowano różne sposoby wyeliminowania zagrożenia ze strony oprogramowania otwartego źródła.